# Франконія
Франко́нія (нім. Franken; лат. Franconia) — історична область на півдні Німеччини, на території якої зараз розташовані три адміністративні округи федеральної землі Баварія, а саме Нижня Франконія (Unterfranken), Середня Франконія (Mittelfranken) і Верхня Франконія (Oberfranken). Столиця Верхньої Франконії — Байройт, Середньої Франконії — Ансбах, Нижньої Франконії — Вюрцбург. Найбільше місто Франконії — Нюрнберг, що знаходиться в Середній Франконії, інші великі міста — Бамберг, Кобург, Фюрт, Ерланген.
У Франконії поширений східнофранкський діалект (діалектна група), що помітно відрізняється від баварського. Хоча сучасна Франконія входить до складу Баварії, франконці зберігають власну регіональну самосвідомість і часто не відносять себе до баварців.

## Назва
- Франко́нія (лат. Franconia) — латинська назва, що усталилися в українській мові.
- Фра́нкія, або Фра́нкен (нім. Franken) — німецька назва.
- Франкенляндія, або Франкенланд (нім. Frankenland, «Франкська земля») — альтернативна назва.

## Історія
Франконія означає країну франків; в сучасній німецькій мові «Franken» означає як давніх франків, так і сучасних жителів Франконії.
Сліди найраніших поселень людини у Франконії відносяться до часу кінця кам'яної доби.
У безлічі місць знаходять сліди діяльності людей в епоху бронзи, про що говорять знахідки характерних поховань в урнах. Пізніше люди стали вибирати для проживання плоскі вершини гір, сліди яких збереглися на горах Штафельберг, Валберла та Хоубірг близько Хаппурга. Потім сюди в кінці бронзової доби прийшли кельти й перетворили ці вершини в сильно укріплені поселення. Люди того часу жили в дерев'яних спорудах, розташованих не тільки всередині укріпленої зони, а й у навколишніх селах.
У 15 році цю місцевість завоювали римляни, що залишили сліди свого перебування біля Вайсенбурга і Гунценгаузена.
Для захисту від войовничих германських племен римляни 81 року при імператорі Доміціані побудували довгу захисну стіну Лімес, що позначила північний кордон римської провінції Реція. До числа пам'яток того часу відносяться знахідки при розкопках великої римської фортеці Бірікана в Вайсенбурзі з термами, Саблонетум близько Елінга і Іцініакум близько Тайленхофена.
Цезар вважав, що така країна, як Німеччина, покрита густими лісами, не може бути колонізована, і тому її потрібно просто ігнорувати.
У лісовій місцевості неможливо було застосувати традиційну тактику римських легіонів. І тому в 9 році Публій Квінтілій Вар (Publius Quintilius Varus) зазнав поразки в Тевтобурзькому лісі від херуска Армінія.
Германські племена тюрингів, алеманів, германдурів та маркоманів, що проживали на північ від стіни, змішувалися з кельтами, одночасно збільшуючи свій тиск на Рим.
250 року алемани (германські племена, які проживали на Верхньому Рейні) і франки, що жили на Нижньому Рейні, стали серйозною загрозою для Імперії.
Хоча Риму вдалося відкинути маркоманів, але алемани все ж змогли 260 року подолати стіну і вторгнутися на територію Імперії, дійшовши до сучасної Швейцарії.
Одночасно зростав вплив германців, які проживали в імперських кордонах, сприймали римську культуру і самі впливали на ситуацію і звичаї в державі.

### Франкська держава
У результаті тривалої боротьби в середовищі германців франкам, які являли собою суміш малих племен, що проживали в басейнах Рейну і Везера, вдалося стати найсильнішим племінним об'єднанням у північно-західній Європі. Їх очолювали вожді з роду Меровінгів.
Вождь Хлодвіг в 496 році перейшов у християнство і отримав тим самим підтримку церкви. Це допомогло йому завоювати Галію та Східну Франконію і створити тим самим Франкську державу.
При королі Теодеберті I (Theudebert I, (534—548) держава франків розширилася до середньої течії Дунаю і досягла піку своєї могутності.
В 561 році ця держава розпалася на три частини: Австразію, Нейстрію та Бургундію. Свого часу Франконія входила до складу східно-франкського королівства Австразія.
При Хлотарі II (613—629) держава знову об'єдналася.
У 623 році купець Само з франків створює в Богемії слов'янську державу.

### Франконське герцогство

Франконія на мапі Священної Римської імперії (1000)

У IX столітті Франкська держава розділяється на західну та східну частину, кожна з яких кладе початок, відповідно Франції та Німеччині. У «Східній Франції» термін Франконія закріплюється за одним із герцогств між Саксонією, Лотарингією, Швабією і Тюрингією. Карл Мартел заохочував заселення франками земель середньої та нижньої течії Майна, які згодом стали герцогством. Найважливішими містами Франконії вважалися: Франкфурт, Вормс, Вюрцбург, Майнц, Шпаєр. У 911 році, після припинення прямої гілки німецьких Каролінгів, королем Німеччини під Фріцларом був обраний герцог Франконський Конрад.
На зламі тисячоліть намітився своєрідний вакуум влади, який, втім, нічим не погрожував імператору. Останній у вигляді підлеглих йому єпископатів Вюрцбурга, Айхштета (засноване в 745 році) і Бамберга (засновано в 1007 у) мав гарантовану підтримку, що зберігалася навіть у важкий для імператорської влади час інвеститури. Також і імперські міста Нюрнберг, Ротенбург, Швайнфурт, Вайсенбург і Віндсгайм, так само як і безпосередньо підпорядковане імператору лицарство принципово були йому лояльні.
Проте вже в XIII столітті тут почав зміцнюватися рід швабських Цоллернів, які почали своє піднесення спочатку в ролі бурграфів Нюрнберга. Вони за допомогою добре розвинених шлюбних комбінацій зміцнилися і закріпили свій вплив у багатьох місцевостях, головним чином у Кульмбасі, Байройті і Ансбасі. Після того, як їм вдалося закріпитися в 1415 в Бранденбурзькій марці, їхні франконські території також набули титулу маркграфсьских. Правда, не завжди їхні домагання отримували задоволення. Так жителі Нюрнберга вигнали Цоллернів із міста. Їм довелося влаштуватися поблизу в Кадольцбурзі, а їхній міський замок був зруйнований. Маркграф Альбрехт Ахілл спробував тоді використати політичну ситуацію і заснувати під своєю владою самостійну франконську державу. Відбулися дві маркграфські війни, в яких переміг Нюрнберг і союзне з ним Вюрцбурзьке єпископство.
На час закінчення Середньовіччя політична карта Франконії являла собою черезсмужжя, утворене володіннями маркграфів Байройта і Ансбаха упереміж з володіннями єпископств і Німецького Ордену, що мав резиденцію в Бад Мергентхаймі. З вільних імперських міст за межами своїх володінь відчутну владу мав лише Нюрнберг.
Дрібнопомісне лицарство до початку XVI століття об'єдналося в своєрідні лицарські спілки «Ріттеркантони», що допомагали їм об'єднаними силами захищати свої інтереси.
Виникнення нової християнської віри переломилася в селянських масах, що перебували у важкій кріпацькій залежності від своїх господарів, в надію поліпшити своє становище шляхом бунту (дивись Селянська війна в Німеччині). Найгостріше ці настрої виражалися в 1524 та 1525 роках у володіннях єпископів та монастирів.
У той же самий час ситуація у володіннях тих маркграфів, які швидко переорієнтувалися і долучилися до лютеранства, була істотно спокійнішою. Прикладом мирного переходу до нової віри служили вільні міста і, в першу чергу, Нюрнберг, всі верстви населення якого охоче перейшли в лютеранство, проте в церквах були збережені елементи католицької обстановки і справа не дійшла до знищення предметів, що відносяться до католицького ритуалу. Більше того, і на вцілілих після бомбардувань будинках збереглися фігури Діви Марії, що абсолютно не властиво містам Німеччини, які взяли лютеранство.
Тим не менш, вся територія Франконії протягом 30 років була піддана руйнуванню. З'явилися повністю знелюднення території. З іншого боку в областях, населення яких перейшло в нову віру, населеність навіть зросла за рахунок біженців, наприклад із земель, що перебувають під владою Габсбургів.
У міру того, як господарське життя стала налагоджуватися, в період Контрреформації стали в пропагандистських цілях будуватися неймовірно розкішні католицькі храми, що вражали своїм зовнішнім виглядом і багатством інтер'єру.

## Занепад
У 1791 році останній маркграф Карл Олександр продав свої володіння у Ансбасі, Кульмбасі і Байройті Пруссії. А незабаром Наполеон, який завоював центральну Європу і встановив у ній новий порядок, провів секуляризацію церковних володінь і передав їх у володіння великих територіальних утворень. Франконські території отримало Баварське королівство, створене 1 січня 1806, як компенсацію за відчужені землі по лівому березі Рейну, що відійшли до Франції. Таким чином, Франконія припинила своє існування як політичне утворення.